# Araeopteron flaccida
Araeopteron flaccida är en fjärilsart som beskrevs av Inoue 1958. Araeopteron flaccida ingår i släktet Araeopteron och familjen nattflyn. Inga underarter finns listade i Catalogue of Life.